# DaimlerChrysler North Atlantic Challenge
Die DaimlerChrysler North Atlantic Challenge (DCNAC) war eine Transatlantikregatta, die im Juni 2003 stattfand.
Die DCNAC 2003 startete in zwei Gruppen am 14. und 21. Juni 2003. Das Hauptfeld startete am 14. Juni 2003. Die Startlinie lag vor Newport (Rhode Island) USA im Rhode Island Sound, am historischen Fort Adams. Die Regattastrecke über rund 3.600 Seemeilen führte vom Start weg zu einer Tonne vor den Nantucket Shoals und weiter zu einer imaginären Bahnmarke (Point Alpha), die als Sicherheitspunkt variabel je nach der vorherrschenden Eisdrift des Labradorstromes festgelegt wurde, weiter über den Atlantischen Ozean in einem nördlichen Bogen um Schottland herum (inklusive der Insel Fair Isle) durch die Nordsee zum Ziel in der Elbmündung bei dem Leuchtturm Alte Liebe vor Cuxhaven. Den Abschluss bildete vom 4. bis 12. Juli 2003 in Hamburg eine maritime Festwoche auf der Kehrwiederspitze. Die Preisverleihung fand im Hamburger Rathaus statt.
Gestartet waren 63 Yachten aus zwölf Nationen in verschiedenen Klassen, es konnten auch Clubteams bestehend aus je zwei Yachten gebildet werden. Für die Regattastrecke brauchten die meisten Yachten etwa drei Wochen. Teilnahmeberechtigt waren nur seegängige Einrumpfyachten mit einer Mindestrumpflänge von 40 Fuß (ca. 12,20 Meter). Nicht alle teilnehmenden Segelschiffe erreichten das Ziel in Cuxhaven. Die Skipper und ihre ersten Wachführer mussten ihre Hochseesegelerfahrung (blue-water) nachweisen. Die Regattaleitung behielt sich ausdrücklich vor, die Eignung der Yachten selbst zu beurteilen und sie ggf. zurückzuweisen. Zehn teilnehmende Yachten gaben wegen Havarien auf, die Yacht Monsun sank am 20. Juni 2003.
Anlass für die Regatta war das 100. Jubiläum des Hamburgischen Verein Seefahrt (HVS). Zusammen mit dem New York Yacht Club (NYYC) organisierte der Norddeutsche Regattaverein (NRV) aus Hamburg diese Regatta.
Um dem Sinn und den Zielen des HVS zu entsprechen, sollte eine möglichst große Zahl von seegängigen Yachten an der DaimlerChrysler North Atlantic Challenge teilnehmen können. Man wünschte die Teilnahme sowohl der sportlich ambitionierten Fahrtenschiffe (Cruiser), der Cruiser-Racer als auch der reinen Rennyachten (Racer), sowie die historischen Yachten. Für alle Klassen gab es ausreichende Meldungen.
So wurde die Maxi-Yacht UCA (Eigner: Klaus Murmann, Kiel) speziell für die Teilnahme an der Daimler Chrysler North Atlantic Challenge 2003 konzipiert und gebaut. Sie erreichte als schnellste das Ziel in Cuxhaven, wurde aber nur Zweite hinter der Maxi-Yacht Zaraffa nach berechneter Zeit.
Die nächste Regatta dieser Art war das HSH Nordbank blue race und fand ab dem 16. Juni 2007 mit dem Startschuss vor Newport (RI) statt.

## Regattaergebnisse
- Zaraffa (Skipper: Skip Sheldon): First Ship Home, 13 Tagen, 15 Stunden, 7 Minuten, 28 Sekunden
- UCA (Skipper und Eigner: Klaus Murmann, Kieler Yacht Club): schnellste Yacht nach gesegelter Zeit, 13 Tagen, 7 Stunden, 13 Minuten
- Frisco: Last Ship Home, 30 Tagen, 16 Stunden, 19 Minuten, 13 Sekunden
- Zukunft IV (Skipper: Ulrich Münker Eigner: Kieler Yacht-Club) DSV Presidents Cup, Beste Deutsche Yacht (IMS)
- World of TUI (Skipper: Björn Woge, Co-Skipper Frederik Bindt) erstes deutsches Schiff nach gesegelter Zeit (IMS)